# Ушайка
Уша́йка — река в Томской области России, правый приток Томи. Длина составляет 78 километров, из них в пределах города Томска — 10 километров. Площадь водосборного бассейна — 744 км². Средний расход воды — 4,35 м³/с.
Ушайка берёт начало в северных отрогах Кузнецкого Алатау, в районе остановочной площадки 41 км Томской ветви Транссибирской магистрали, между деревнями Басандайка и Межениновка.
Населённые пункты на реке — Смена, Аркашево, Большое Протопопово, Малое Протопопово, Мирный, районы Томска — Родионово, Заварзино, Степановка, Хромовка, Посёлок Ближний.

## История
По местной легенде название реки происходит от имени юноши Ушая, возлюбленного красавицы Томы, которая, в свою очередь, по легенде, дала имя реке Томи.

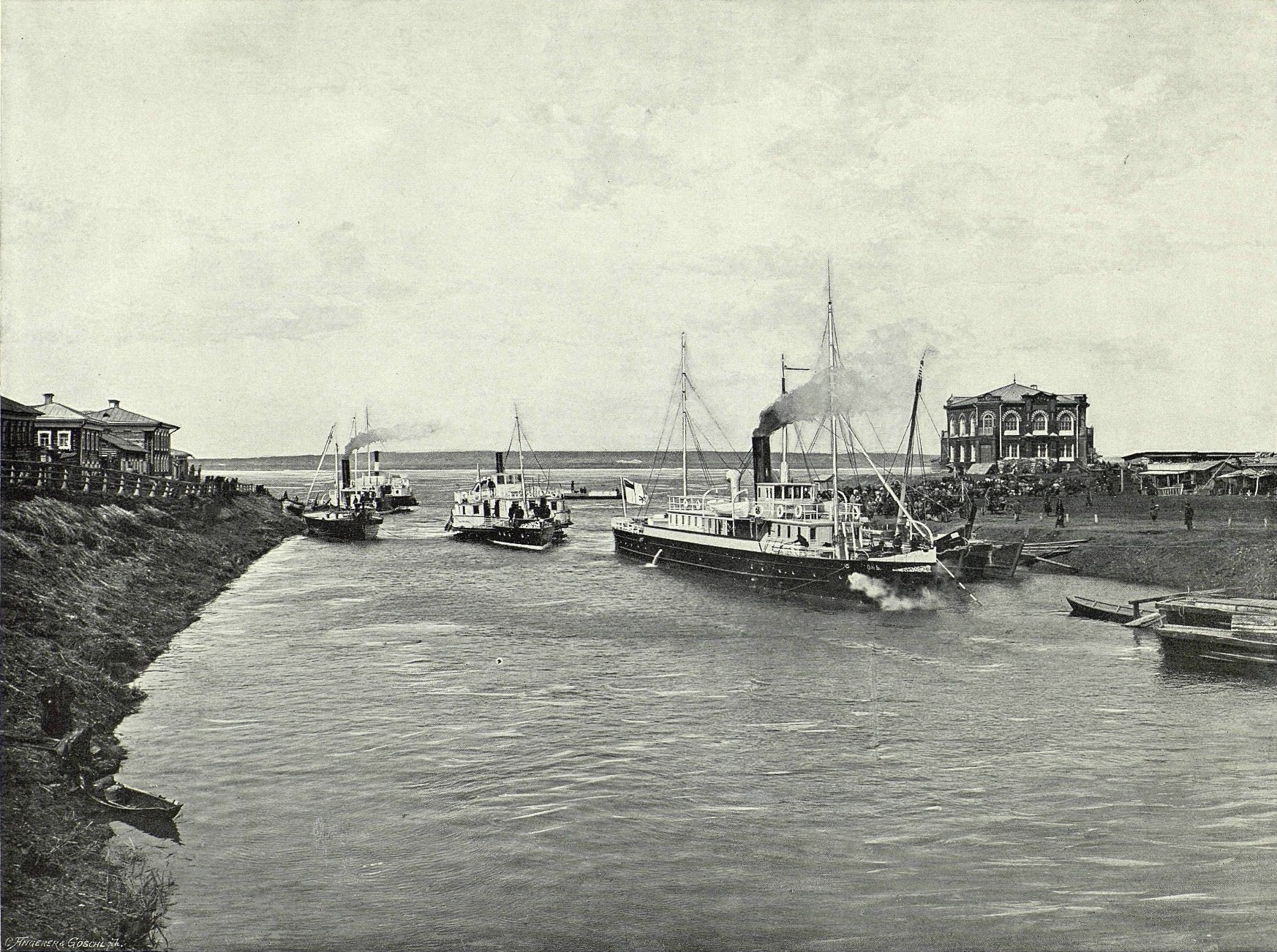
Пристань в устье Ушайки, конец XIX века.

Ныне Ушайка несудоходна, хотя ещё в XIX веке использовалась для перевозки грузов. Вода в верховьях чистая, ниже сильно загрязнена промышленными и бытовыми стоками, имеет 4 класс загрязнённости и является самой загрязнённой из рек Томской области.

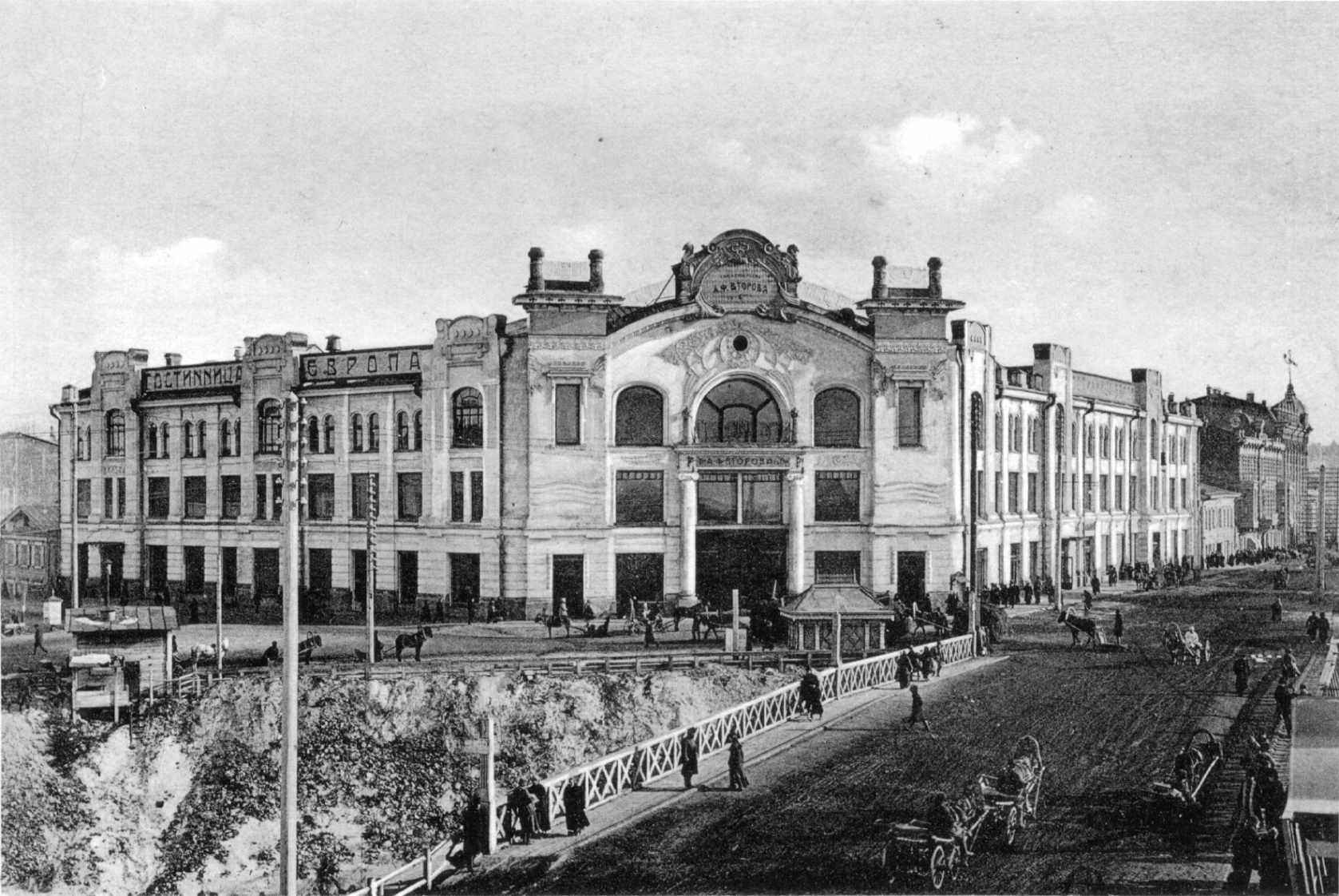
Базарный мост и пассаж Второва.

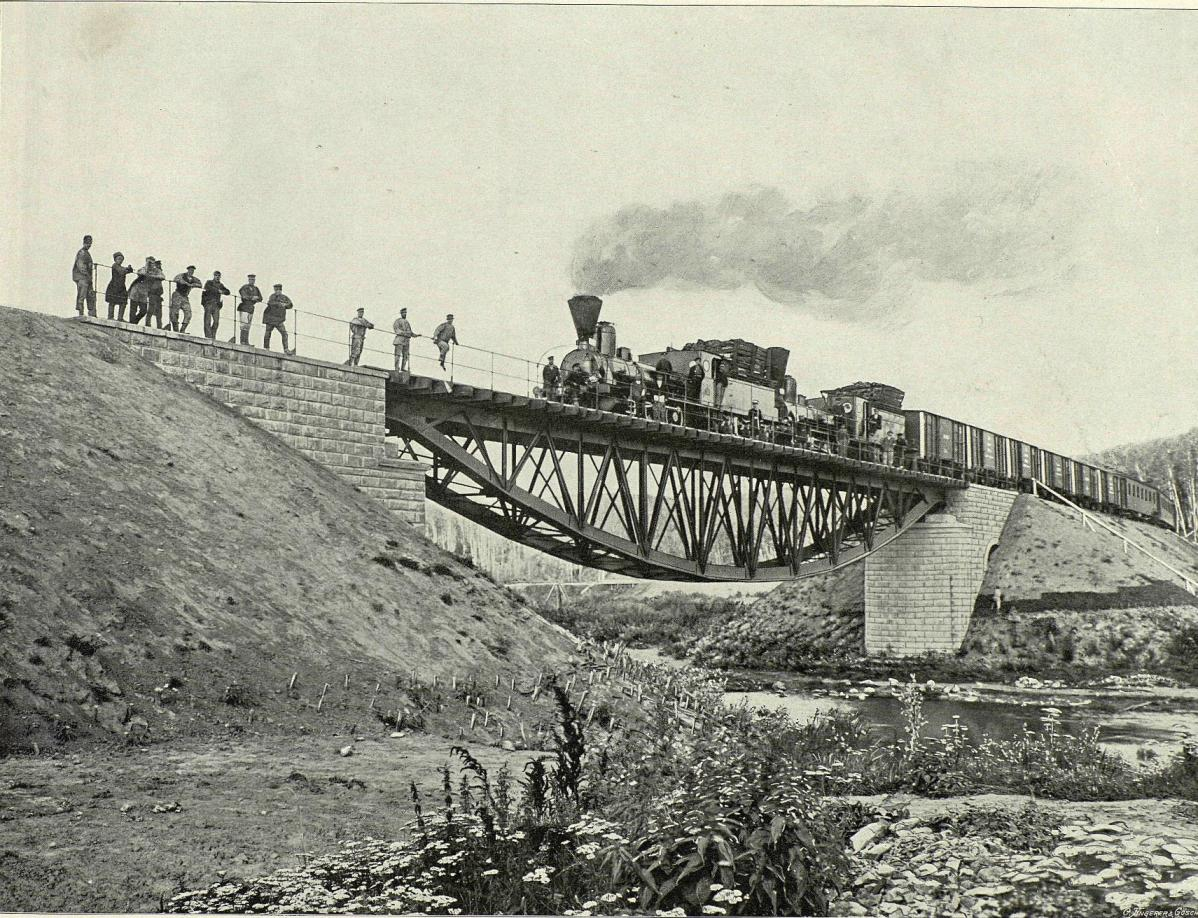
Железный мост Е. Кнорре.

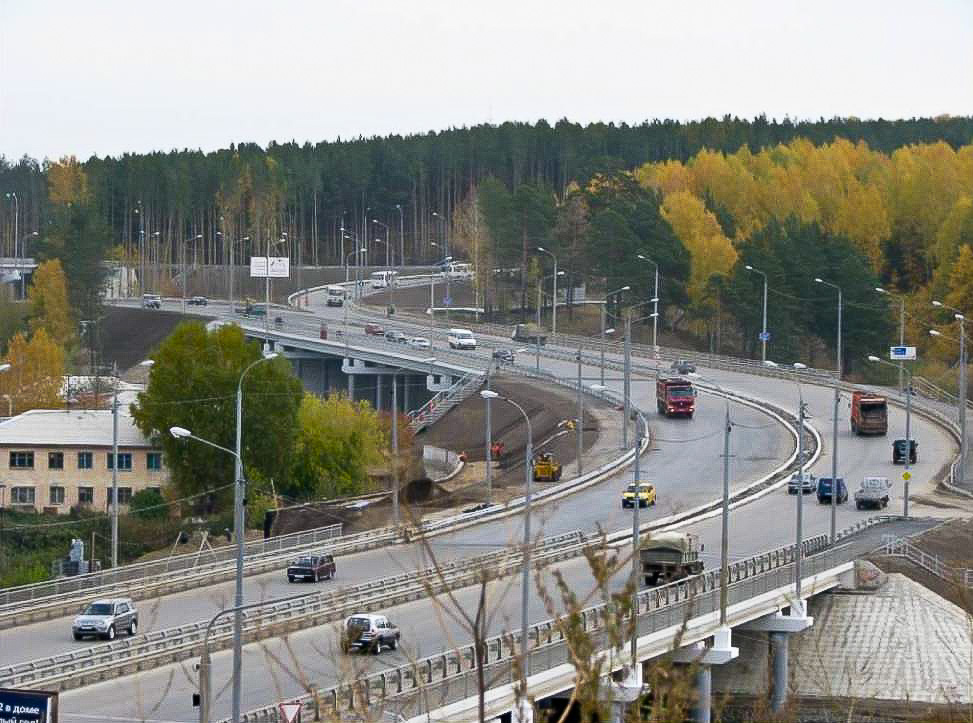
Новый мост на Балтийской улице.

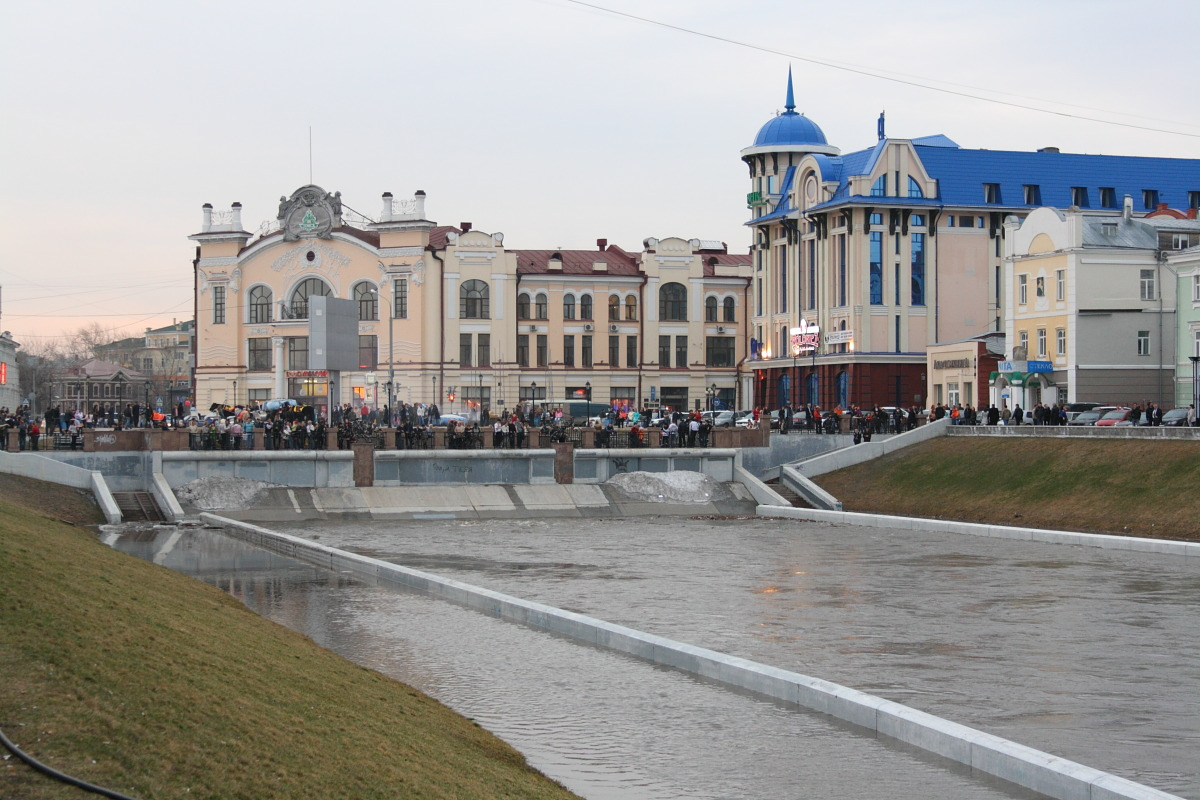
Наводнение у устья Ушайки (2010).

Исторический район Томска у впадения Ушайки в Томь называется «Уржаткой» (вероятно, от тюркского ур — река, жат — река помельче). Река перед впадением в Томь огибает главную площадь города — площадь Ленина (бывшую Базарную). В начале XXI века в устье были проведены берегоукрепительные работы, обустроена зона отдыха с фонтанами на Базарном мосту. Рядом с устьем Ушайки расположены: администрация Томской области (т. н. Белый дом), воссозданный в прежнем здании ресторан «Славянский базар», обеды в котором хвалил ещё Антон Чехов и высокое со шпилем здание, известное как Дом Нефти, (так как оно построено в конце 1980-х годов для компании «Томскнефть»), в котором сейчас размещается Седьмой арбитражный апелляционный суд. На набережной Ушайки расположены множество исторических зданий постройки XIX — начала XX веков, в частности Второвский пассаж (1904).
Украшением набережной Ушайки является Каменный мост (памятник архитектуры федерального значения), построенный в 1916 году по проекту архитектора Константина Лыгина на месте деревянного Думского моста, возведённого в 1819 году по проекту ссыльного декабриста Гавриила Батенькова. Четыре угла моста украшены ростральными колоннами.
Всего через Ушайку существует больше десятка мостов (в пределах Томска — 13 мостов и переходов). Из других исторических мостов можно отметить Базарный мост, Аптекарский мост, а также железнодорожный мост через Ушайку, построенный в конце XIX века инженером Е. Кнорре при прокладке Томской ветви и замененный новым лишь в 2000-х годах.
По Ушайке на большей части территории Томска проходит граница между Советским районом по левому берегу реки и Октябрьским и Ленинским по правому. Долина Ушайки делит город на две части, при этом, сама заселена очень мало — всего в нескольких сотнях метрах от центра по берегам Ушайки расположены деревянные домики с огородами, загонами для скота и птицы, этакая деревня, со всех сторон окружённая новыми районами.
В середине XIX века в ней уже добывали золото, на котором сделали свой капитал многие известные томские купцы, в частности: Асташев, Горохов, Некрасов, Попов. В 1840-х годах на территории Томской губернии добывали до 20 тонн золота в год. Федеральным бюджетом на 2006 год выделено 35 миллионов рублей на поиски россыпного золота в бассейне Ушайки.
В 2007 году был разработан проект увеличения пропускной способности Ушайки, что должно позволить избежать подтоплений. Были начаты работы по расчистке и расширению русла реки, укреплению её берегов. При этом наиболее сложной задачей разработчики проекта считают очистку прибрежной территории от мусора — на 38 существующих здесь крупных свалках находится 3500 кубометров мусора. По мнению Николая Николайчука, после проведения всех работ, Ушайка может стать главной рекреационной зоной города. На очистку реки из федерального бюджета было выделено 40 миллионов рублей, кроме того, строительные компании планируют закупить специальную установку, которая будет очищать реку, двигаясь по ней как шагающий экскаватор. За 2008—2009 годы было намечено очистить 13 километров русла — от моста на Степановке до Каменного моста, очистку ведёт «Спецстрой ТДСК». Возможно, на участке между Степановкой и Академгородком на берегах Ушайки появится коттеджный посёлок. 22 октября 2008 года на реке приступила к работе финская машина по очистке водоёмов «Watermaster Classic III». Благодаря работе этого оборудования было сокращено загрязнение вод реки канализационными стоками, и Ушайка начала замерзать зимой. В 2009 году в Ушайку было выпущено свыше 30 тысяч мальков карася.
В конце июля 2011 года на реке в черте города Томска было обнаружено загрязнение вод: вода была белого цвета. Ранее (в конце июня и начале июля) воды реки в пределах города уже приобретали несвойственные чистой воде оттенки — тогда река была окрашена в синий и чёрный цвета соответственно. По данным экологов, причиной окрашивания речных вод стали лакокрасочные вещества, предположительно, сброшенные каким-либо предприятием или предприятиями.

## Притоки
(указано расстояние от устья)
- 2 км: Игуменка (лв)
- 5 км: Ларинка (пр)
- 6 км: Хромовка (пр)
- 18 км: Малая Ушайка (пр)
- 24 км: Каличкина (лв)
- 32 км: Каменка (лв)
- 39 км: Бобровка (лв)
- 48 км: Асламовка (лв)
- 56 км: Чернова (лв)
- 60 км: ручей Ушайка (пр)
- 63 км: Берёзовая (пр)
- 72 км: Малая Ушайка (лв)

## Галерея

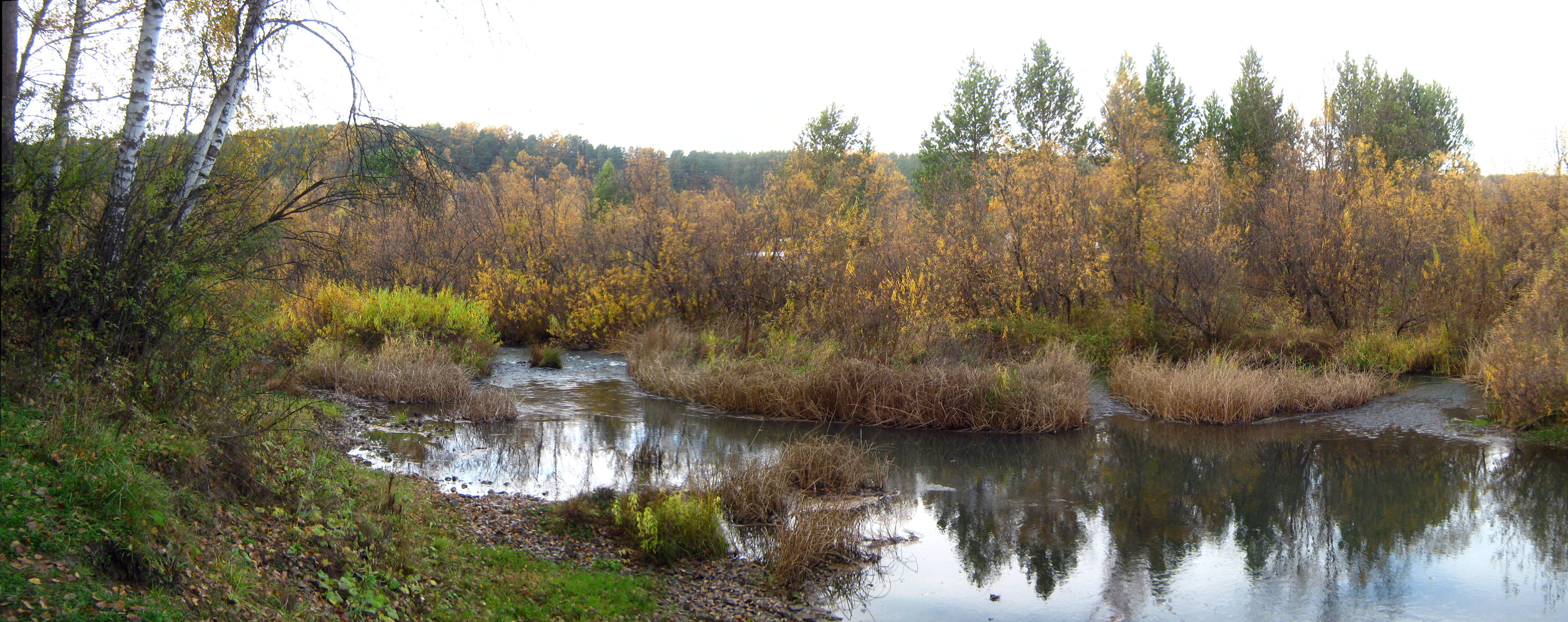
Ушайка в районе Степановки
Ушайка летом
Ушайка зимой
Ушайка в паводок
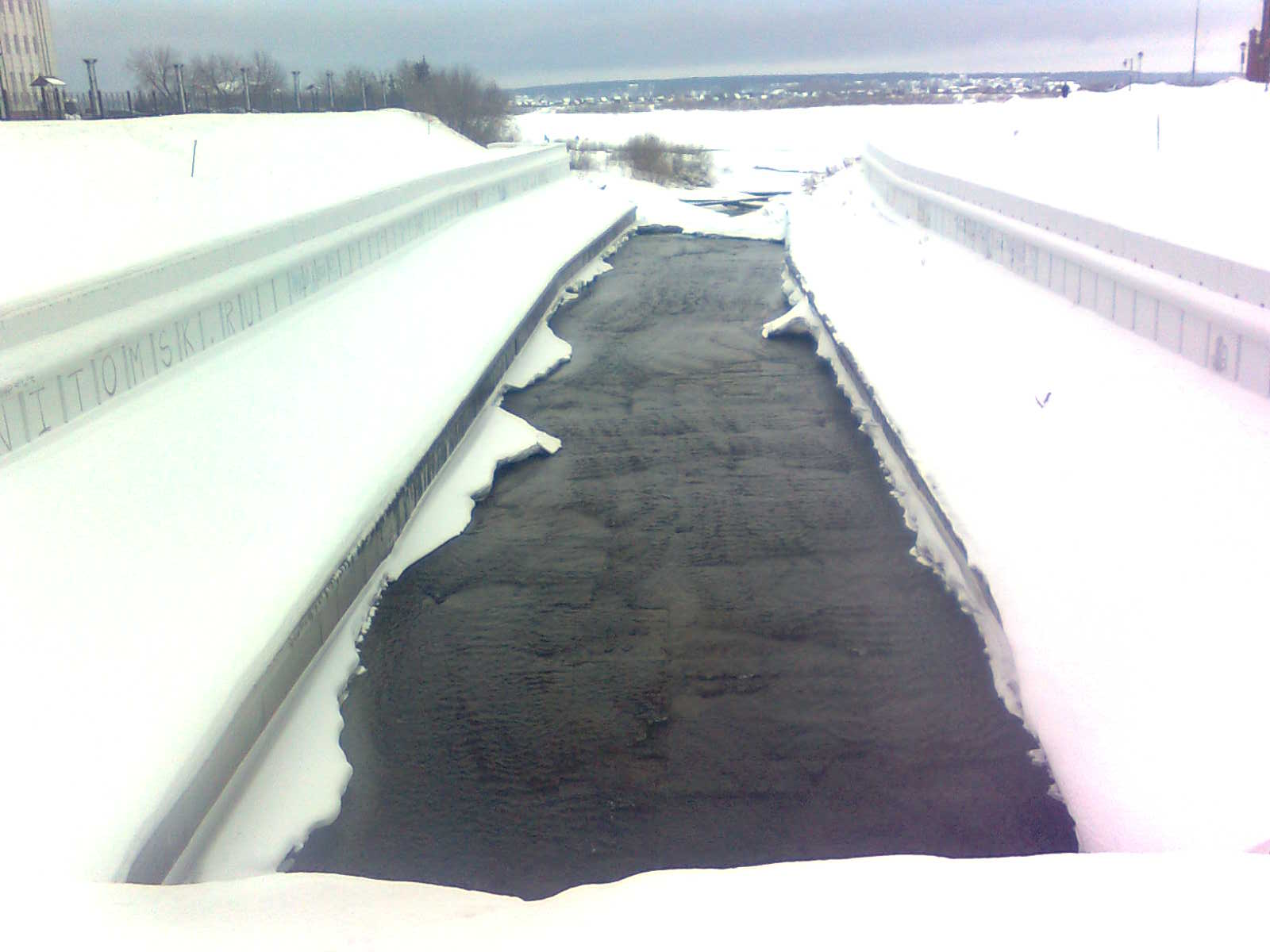
Устье Ушайки зимой